# Pierre Charles L'Enfant
Pour les articles homonymes, voir Pierre L'Enfant.
Pierre Charles L'Enfant, né le 2 août 1754 à Paris (paroisse Saint-Hippolyte) et mort le 14 juin 1825 à Chillum (Maryland), est un ingénieur civil et militaire, professeur et architecte français. Il était communément appelé par son prénom de naissance français, Pierre, mais s'appelait lui-même « Peter », la version anglicisée de son prénom.
Il a élaboré les plans de style baroque de la capitale des États-Unis, Federal City, aujourd'hui connue sous le nom de Washington, DC. Son travail est connu sous le nom de L'Enfant Plan (Plan L'Enfant), qui a inspiré les plans d'autres capitales mondiales telles que Brasilia, New Delhi et Canberra, et ceux  de Détroit, Indianapolis et Sacramento aux États-Unis.

## Biographie

### Jeunesse et formation

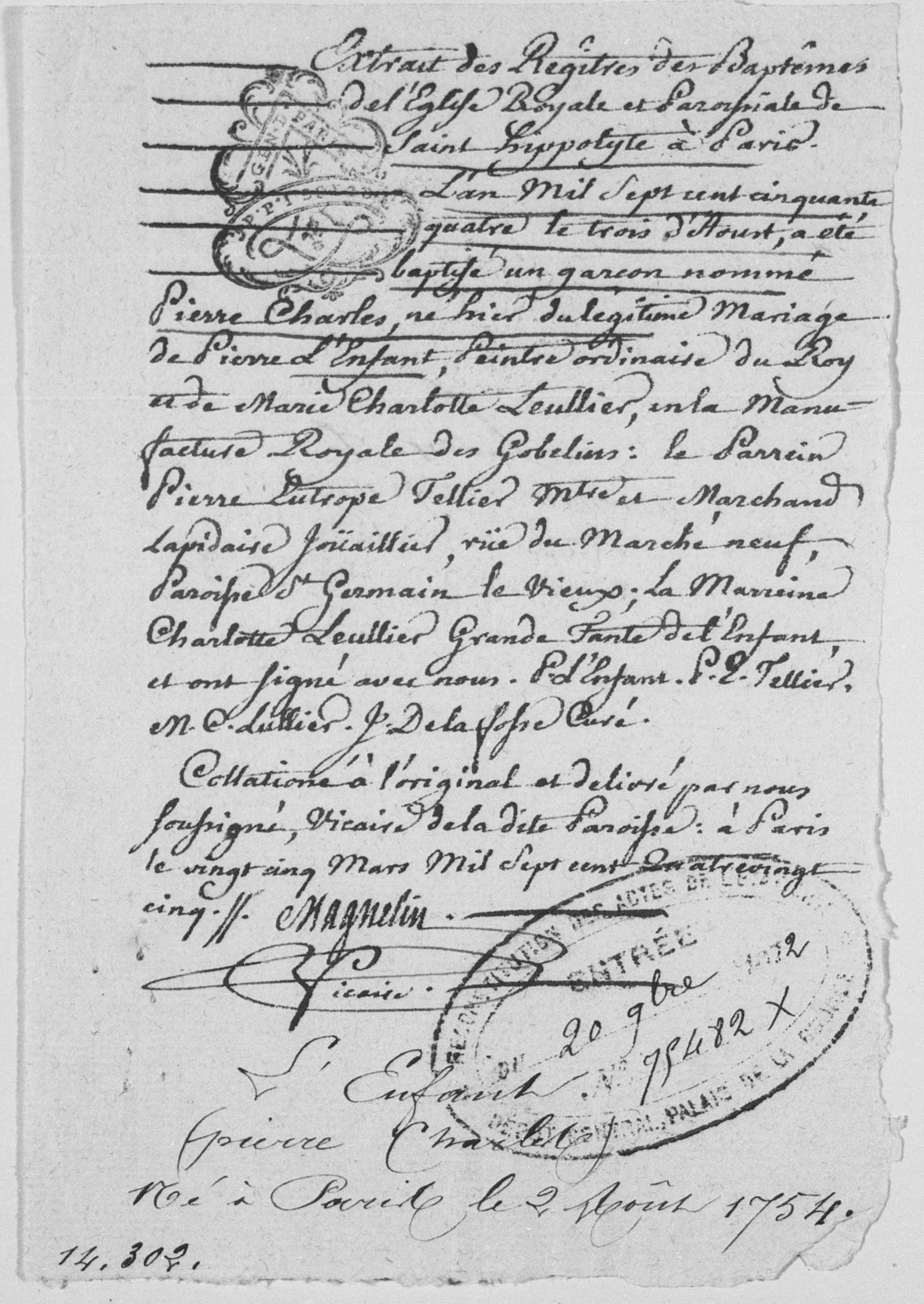
Acte de baptême de Pierre Charles L'Enfant, baptisé le 3 août 1754 en l'église Saint-Hippolyte de Paris.

Pierre Charles L'Enfant nait le 2 août 1754 en la manufacture des Gobelins à Paris, située dans le 13e arrondissement de Paris, sur la rive gauche de la Seine. Il est baptisé le lendemain, en l'ancienne église Saint-Hippolyte, paroisse alors située au Faubourg Saint-Marcel dans la rue Saint-Hippolyte.
Il est le troisième enfant et le deuxième fils de Pierre Lenfant (1704–1787), peintre ordinaire du roi et professeur à l'académie royale de peinture et de sculpture, connu pour ses panoramas de batailles, et de Marie Charlotte Leullier, fille d'un officier. En 1758, son frère Pierre Joseph décède à l'âge de six ans, Pierre Charles devient le fils aîné.
De 1771 à 1776, il étudie à l'académie royale de peinture et de sculpture. Son père est l'un de ses professeurs. Les cours de l'académie se déroulent au palais du Louvre, bénéficiant de la proximité de certains des lieux les plus importants de Paris, tels que le jardin des Tuileries et les Champs-Élysées, tous deux conçus par André Le Nôtre, et la Place Louis XV, récemment édifiée. Il aurait également appris l'urbanisme, examinant probablement les plans baroques de Rome de Domenico Fontana et ceux de Londres de Sir Christopher Wren.
Il est décrit par William Wilson Corcoran comme « un homme grand et droit, mesurant au moins six pieds de haut, finement proportionné, le nez proéminent, d'allure militaire, d'air courtois et de manières polies, sa silhouette généralement enveloppée dans un long pardessus et surmontée d'un chapeau cloche - un homme qui attirerait l'attention dans n'importe quelle assemblée. » Sarah De Hart, fille de l'homme d'État du New Jersey John De Hart, a dessiné une silhouette de Pierre Charles L'Enfant en 1785, désormais exposée dans les salles de réception diplomatiques du Département d'État des États-Unis.

### Service militaire
Après ses études, Pierre Charles L'Enfant est recruté par Pierre-Augustin Caron de Beaumarchais pour servir pendant la guerre d'indépendance des États-Unis. Il arrive en 1777 à l'âge de 23 ans et sert comme ingénieur militaire dans la Continental Army avec le major général Lafayette. Il est nommé capitaine dans le corps du génie de l'armée des États-Unis le 3 avril 1779, avec prise de grade le 18 février 1778.
Malgré ses origines nobles, il s'identifie étroitement aux États-Unis, changeant son prénom de Pierre en Peter lorsqu'il arrive pour la première fois dans les colonies rebelles en 1777,. Il sert dans l'état-major du général George Washington à Valley Forge.
Pendant son séjour, le marquis de Lafayette lui commande un portrait de Washington. Il réalise un certain nombre de portraits au crayon de George Washington et d'autres officiers de la Continental pendant la guerre, ainsi qu'au moins deux tableaux de campements de la Continental Army en 1782, qui représentent des panoramas de West Point et de la tente de Washington à Verplanck's Point. Ce dernier montre ce que l'on croit être « la seule représentation connue de la tente de Washington en temps de guerre par un témoin oculaire ». Le tableau de sept pieds et demi de long a été acheté par le musée de la révolution américaine de Philadelphie.
Au cours de l'automne 1779, il contribue au Regulations for the Order and Discipline of the Troops of the United States (« Règlement pour l'ordre et la discipline des troupes des États-Unis ») rédigé par le général Friedrich Wilhelm von Steuben. Il est chargé de réaliser les huit illustrations détaillant les formations des campements et des troupes, étant la seule personne ayant reçu une formation artistique à être impliqué dans ce projet. Le document est achevé en avril 1779 et reçoit l'approbation du général Washington et du Congrès des États-Unis. Pour sa participation, le Congrès lui décerne 500 $ et le promeut officiellement capitaine du génie, avec effet rétroactif au 17 février 1778.
Il est blessé au siège de Savannah le 9 octobre 1779. Il se rétablit et se retrouve prisonnier de guerre lors de la reddition de Charleston (Caroline du Sud), le 12 mai 1780. Il est échangé en novembre 1780 et sert dans l'état-major du général Washington pendant le reste de la guerre d'indépendance. Bien que le consensus historique attribue généralement la création du Badge of Military Merit, plus tard connu sous le nom de Purple Heart, à George Washington, en 1782, Pamela Scott, historienne de Washington DC et ancienne rédactrice en chef de The L'Enfant Papers à la bibliothèque du Congrès, affirme implicitement qu'il aurait pu concevoir la médaille. L'Enfant est promu par brevet au grade de major dans le Corps des ingénieurs le 2 mai 1783, en reconnaissance de son service à la cause de la liberté américaine. Il est démobilisé lorsque l'armée continentale est dissoute en décembre 1783,.
En reconnaissance de sa contribution à la guerre d'indépendance, il reçoit 300 acres de terre dans l'actuel Ohio. Cependant, il ne met jamais les pieds ni ne réside sur les terres concédées. Une carte délimitant le territoire a été esquissée au verso de son titre foncier, signé par le président Thomas Jefferson le 13 janvier 1803.

### Période post révolution

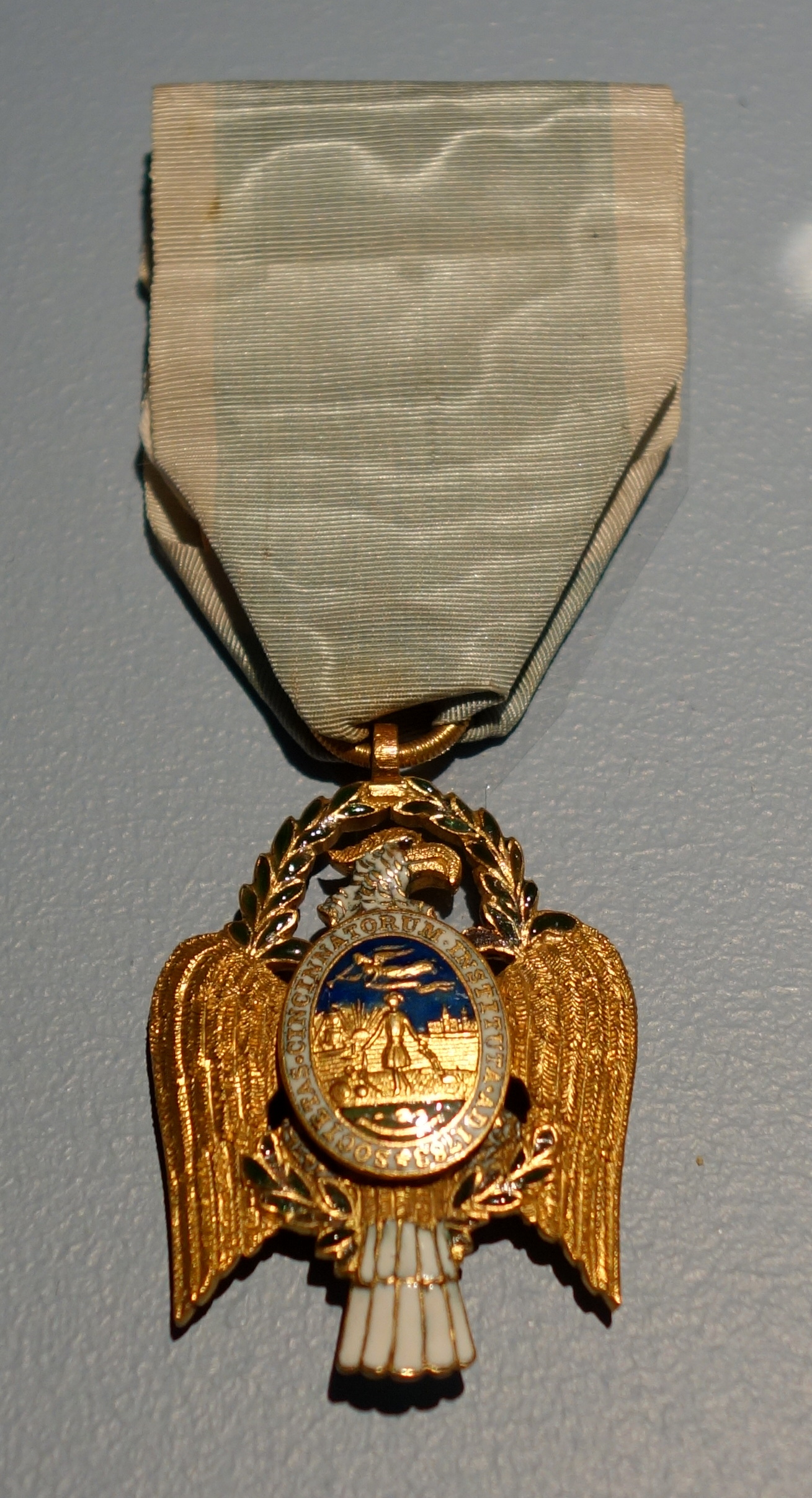
Insigne de la Société des Cincinnati, vers 1783, Cincinnati Art Museum.

Après la guerre d'indépendance américaine, Pierre Charles L'Enfant s'installe à New York et acquiert une certaine renommée en redessinant l'hôtel de ville de New York pour le 1er congrès des États-Unis, devenu le Federal Hall National Memorial en 1812,.
Il conçoit également des meubles et des maisons pour les riches, ainsi que des pièces de monnaie et des médailles. L'insigne en forme d'aigle de la Société des Cincinnati, une organisation d'anciens officiers de la Continental Army dont il est l'un des fondateurs, figure parmi celles-ci. À la demande de George Washington, premier président de la Société, il fait fabriquer les insignes en France lors d'une visite à son père en 1783-1784 et y contribue à l'organisation d'un chapitre de la Société.
En 1787, il reçoit un héritage à la mort de son père, qui comprend une ferme en Normandie[réf. nécessaire]. Sa pension militaire et son succès en tant que créateur lui assurent une stabilité financière lui permettant de poursuivre sa carrière et de contribuer à divers projets pendant un certain temps.
Pendant qu'il est à New York, il est initié à la franc-maçonnerie. Son initiation a lieu le 17 avril 1789, à la Holland Lodge No. 8, F & AM, que la Grande Loge de New York F & AM a fédérée en 1787. Il ne suit que le premier des trois degrés proposés par la loge et ne progresse pas davantage dans la franc-maçonnerie.

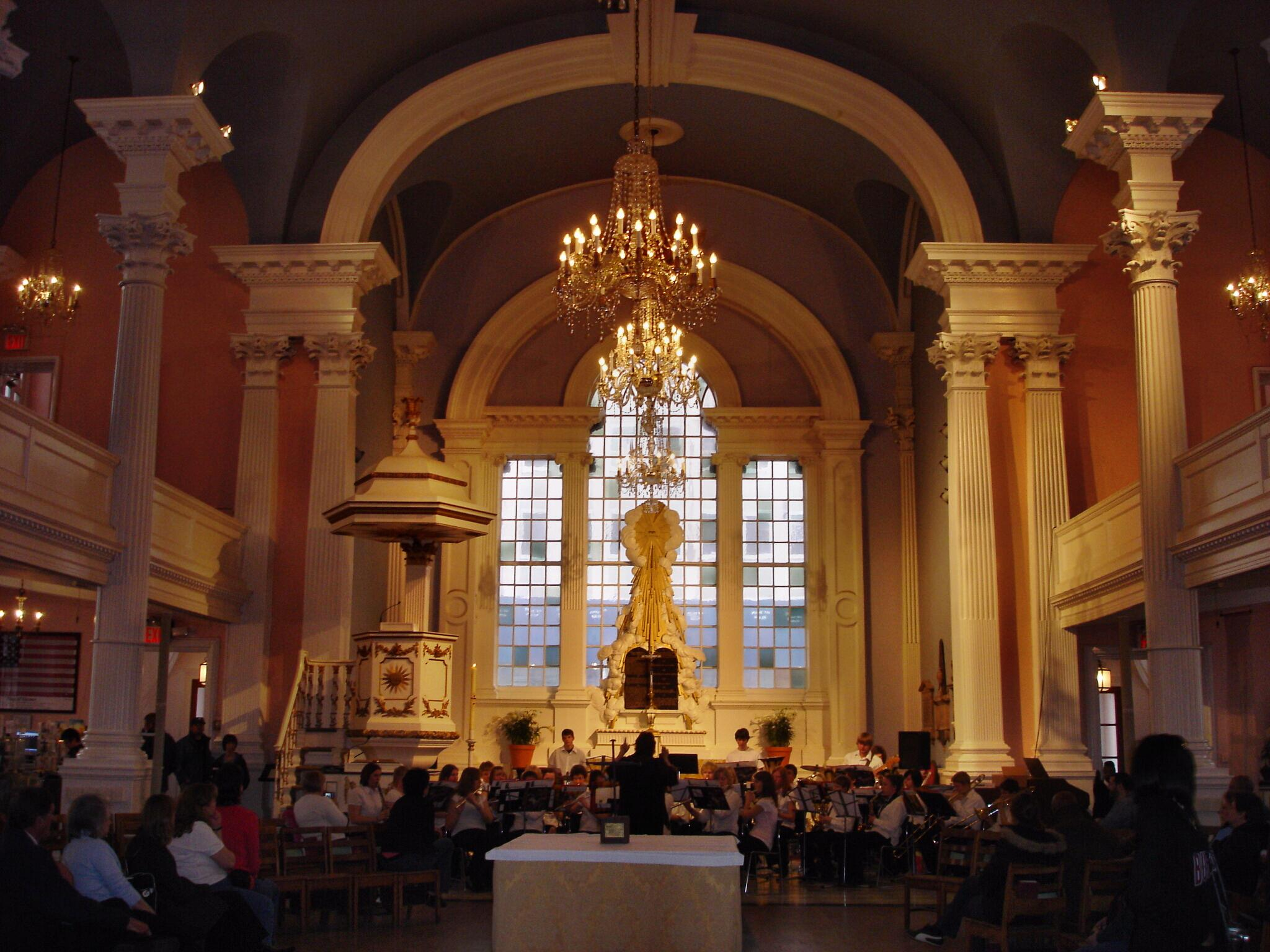
Intérieur de la chapelle Saint-Paul de Manhattan avec la gloire de L'Enfant au-dessus de l'autel.

À cette époque, il conçoit la gloire au-dessus de l'autel de la chapelle Saint-Paul de Manhattan. La chapelle, construite en 1766, est le plus ancien bâtiment utilisé en continu à New York. George Washington y a prié le jour de son investiture. Le dessin complexe de la gloire représente de manière vivante le mont Sinaï au milieu des nuages et des éclairs, capturant le moment dramatique de la révélation divine. Le mot hébreu pour « Dieu » se trouve au centre, enfermé dans un triangle symbolisant la Trinité ; dessous, les Dix Commandements sont inscrits sur deux tables de la Loi, soulignant l’importance durable de ces lois morales fondamentales.
Il est également un ami proche d'Alexander Hamilton. Certaines de leurs correspondances de 1793 à 1801 se trouvent désormais à la bibliothèque du Congrès. Alexander Hamilton est connu pour l'avoir aidé dans ses relations avec la federal city commission.

### Plan de Washington, DC

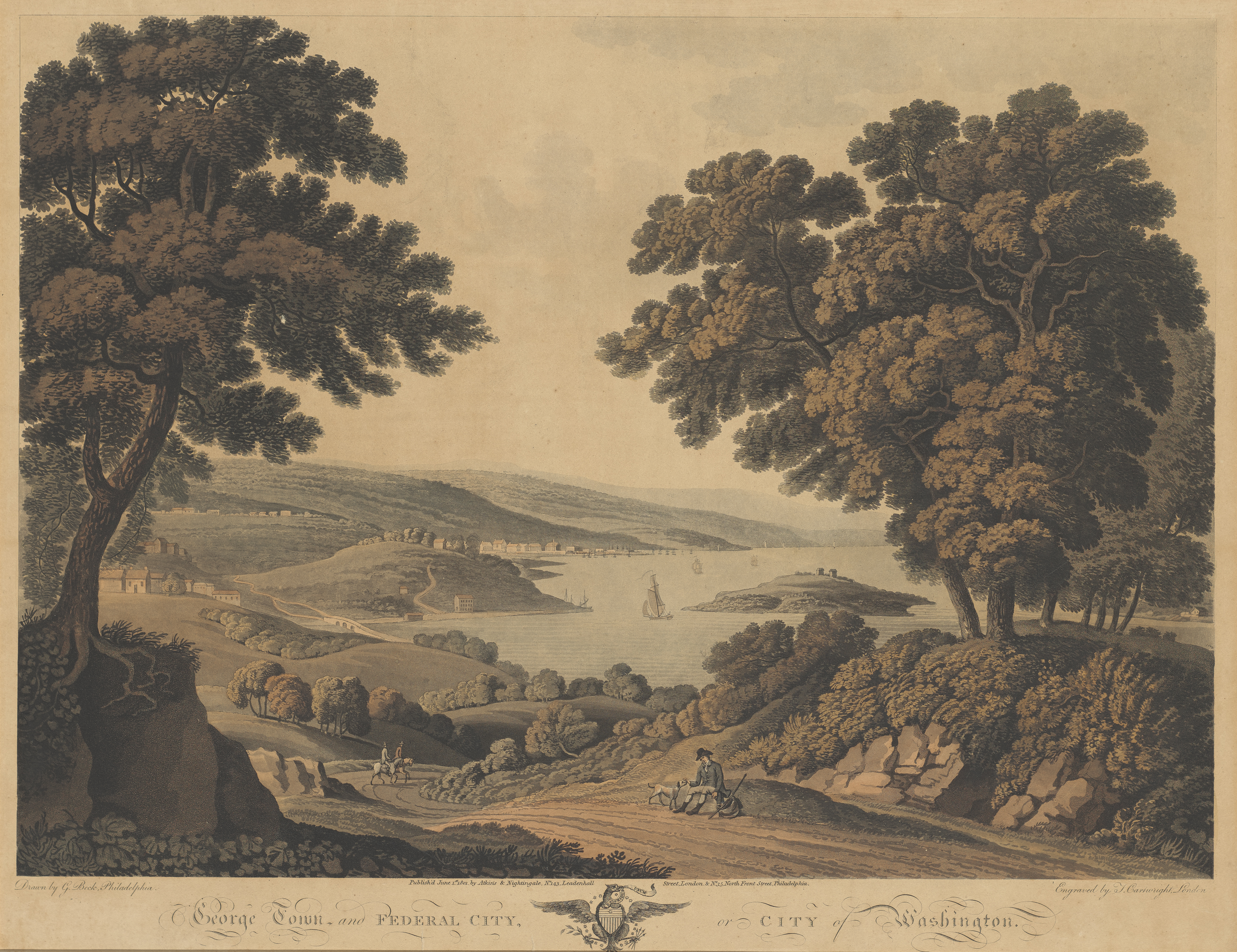
Joseph Cartwright d'après George Beck, Georgetown et Federal City ou City of Washington, 1801, National Gallery of Art, Washington.

La nouvelle Constitution des États-Unis, entrée en vigueur en mars et avril 1789, donne au Congrès des États-Unis dans son article I le pouvoir d'établir un district fédéral d'une superficie maximale de 10 milles carrés. Pierre Charles L'Enfant avait déjà écrit au président George Washington pour lui demander de pouvoir établir le plan de la ville. La décision est mise en suspens jusqu'en juillet 1790, lorsque le 1er Congrès adopte le Residence Act, qui situe le site du nouveau district fédéral et de la capitale nationale sur les rives du fleuve Potomac.
Le Residence Act résulte d'un important compromis politique précoce entre les délégations du Congrès du Nord et du Sud, négocié par les nouveaux membres du cabinet, le secrétaire au Trésor Alexander Hamilton de New York et son adversaire politique, le secrétaire d'État Thomas Jefferson de Virginie. Il spécifie que la nouvelle capitale sera située sur les rives nord et sud du fleuve Potomac, à un endroit à déterminer par le président, entre la branche orientale (maintenant appelée Anacostia) proche du domaine de Washington à Mount Vernon et la confluence avec le Conococheague, plus en amont près de Hagerstown (Maryland). Le Residence Act donne également au président Washington le pouvoir de nommer trois commissaires pour superviser l'arpentage du district fédéral de dix milles carrés et « selon les plans approuvés par le président », de le pourvoir en bâtiments publics pour accueillir le gouvernement fédéral en 1800,.
Le président Washington nomme Pierre Charles L'Enfant en 1791 pour planifier la nouvelle « ville fédérale » (plus tard nommée « ville de Washington ») sous la supervision des trois commissaires, qu'il a nommés pour superviser la planification et le développement du territoire fédéral, qui deviendra plus tard le « district de Columbia ». Le nouveau district comprend les villes portuaires fluviales de Georgetown (anciennement dans le comté de Montgomery de l'État du Maryland) et d'Alexandria dans le comté de Fairfax du Commonwealth de Virginie,.
Thomas Jefferson, qui a travaillé aux côtés du président Washington pour superviser les plans de la capitale, envoie à L'Enfant une lettre décrivant sa tâche, qui consiste à fournir un dessin de sites appropriés de la ville fédérale et des bâtiments publics. Bien que Jefferson ait des idées modestes pour la capitale, L'Enfant voit la tâche comme beaucoup plus grandiose, estimant qu'il ne doit pas se contenter de topographier la capitale, mais qu'il doit élaborer également le plan de la ville et concevoir les bâtiments. L'œuvre d'André Le Nôtre, en particulier son jardin de Versailles et celui des Tuileries, aurait influencé son plan directeur pour la capitale.

#### Conception

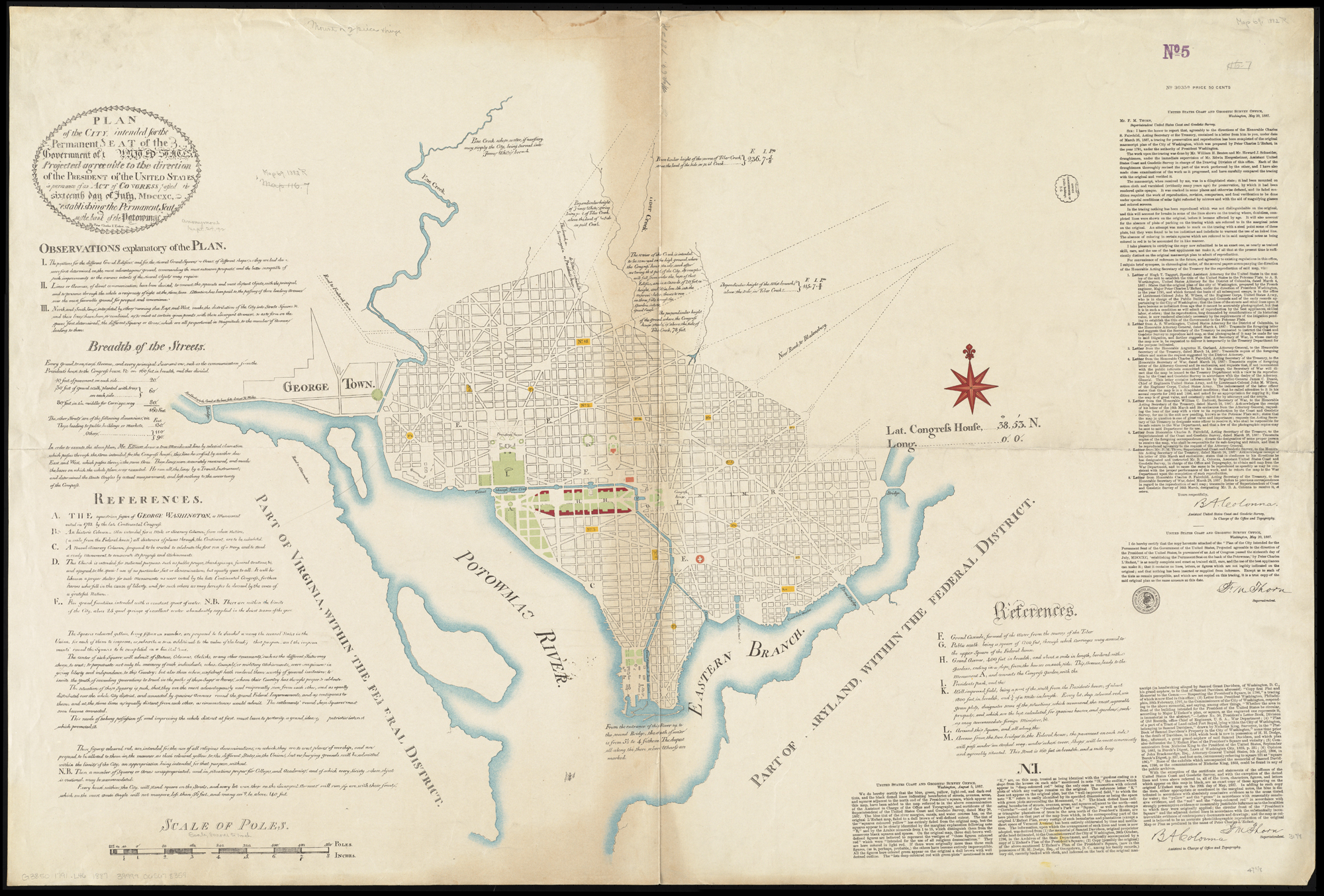
Fac-similé du plan manuscrit de 1791 de Pierre Charles L'Enfant pour la ville fédérale (U.S. Coast and Geodetic Survey, 1887).

Pierre Charles L'Enfant arrive à Georgetown le 9 mars 1791 et commence à travailler à Suter's Fountain Inn. Washington arrive plus tard, le 28 mars, pour rencontrer L'Enfant et les commissaires pendant plusieurs jours. Le 22 juin, L'Enfant présente au Président son premier plan pour la ville fédérale,,. Le 19 août, il joint une nouvelle carte à une lettre qu'il envoie au Président,. 100 miles carrés, soit environ 6 000 acres, ont été alloués à la ville avec l'objectif ambitieux d'avoir un million d'habitants dans la zone ; elle devait être aussi grande que les parties occupées de New York, Boston et Philadelphie réunies. Dans une lettre adressée au secrétaire d'État de l'époque, Thomas Jefferson, L'Enfant déclare que ses modèles pour la nouvelle ville incluent des villes « grandioses » telles que Londres, Madrid, Paris, Amsterdam, Naples, Venise, Gênes et Florence.
Il collabore avec une équipe d'assistants talentueux dont les contributions sont déterminantes pour réaliser sa grande vision : Andrew Ellicott, un géomètre qualifié dont les mesures méticuleuses contribuent à jeter les bases de l'aménagement de la ville ; Benjamin Banneker, mathématicien et géomètre afro-américain, fournit une expertise et des calculs inestimables essentiels au projet ; Étienne Sulpice Hallet (ou Stephen Hallet), architecte accompli, sert de dessinateur ; Alexander Ralston, réputé pour ses prouesses en matière d'urbanisme, l'aide à élaborer le plan de la ville ; Isaac Roberdeau, dessinateur compétent et fils du père fondateur des États-Unis Daniel Roberdeau, est son principal assistant. Cette équipe diversifiée d’assistants collabore étroitement avec L’Enfant, chacun apportant ses compétences et son expertise uniques à la création du plan de la capitale nationale.
Le président Washington conserve une copie d'un des plans de L'Enfant, le montre au Congrès et le remet ensuite aux trois commissaires. La bibliothèque du Congrès des États-Unis possède à la fois le plan que Washington aurait apparemment donné aux commissaires et une carte topographique anonyme non datée en « pointillés » que la bibliothèque considère comme ayant été dessinée par L'Enfant avant le 19 août 1791. Le plan complet identifie « Peter Charles L'Enfant » comme son auteur dans la dernière ligne d'un ovale dans son coin supérieur gauche. La carte topographique en « pointillés » pourrait être celle que L'Enfant a annexée à sa lettre du 19 août au Président.
Le « Plan de la ville destinée au siège permanent du gouvernement des États-Unis... » de L'Enfant englobe une zone délimitée par le fleuve Potomac, la branche orientale, la base de l'escarpement de la ligne de chute de la côte atlantique et Rock Creek,. Son plan spécifie l'emplacement de deux bâtiments, « Congress House » (le Capitole des États-Unis ) et « President's House » (connue après sa reconstruction et la repeinture de ses murs de pierre de 1815-1817, sous le nom de « Maison-Blanche »). Le plan spécifie que la plupart des rues seront disposées selon un quadrillage. Pour former la grille, certaines rues (nommées plus tard d’après des lettres de l’alphabet) seront orientées dans une direction est-ouest, tandis que d’autres (nommées d’après des chiffres) le seront dans une direction nord-sud. Des avenues diagonales plus larges, nommées plus tard d'après les États de l'Union, traverseront le quadrillage nord-sud-est/ouest,. Les avenues diagonales croiseront les rues nord-sud et est-ouest au niveau de carrefours giratoires et de places rectangulaires, qui rendront plus tard hommage à des Américains célèbres et offriront un espace ouvert. Les 15 États de l'époque se voient attribuer chacun une place sur laquelle ils peuvent construire et décorer comme ils le souhaitent. Elles seront implantées le long des avenues et devront être facilement visibles les unes des autres pour engendrer une compétition amicale. Le plan de L'Enfant prévoit en outre un système de canaux (plus tard désigné sous le nom de Washington City Canal), qui passerait par « Congress House » et « President's House ». Une branche du canal se jetterait dans le fleuve Potomac au sud de « President's House », à l'embouchure de l'ancien Tiber Creek, un affluent du Potomac, qui serait canalisé et redressé.

#### Congress House

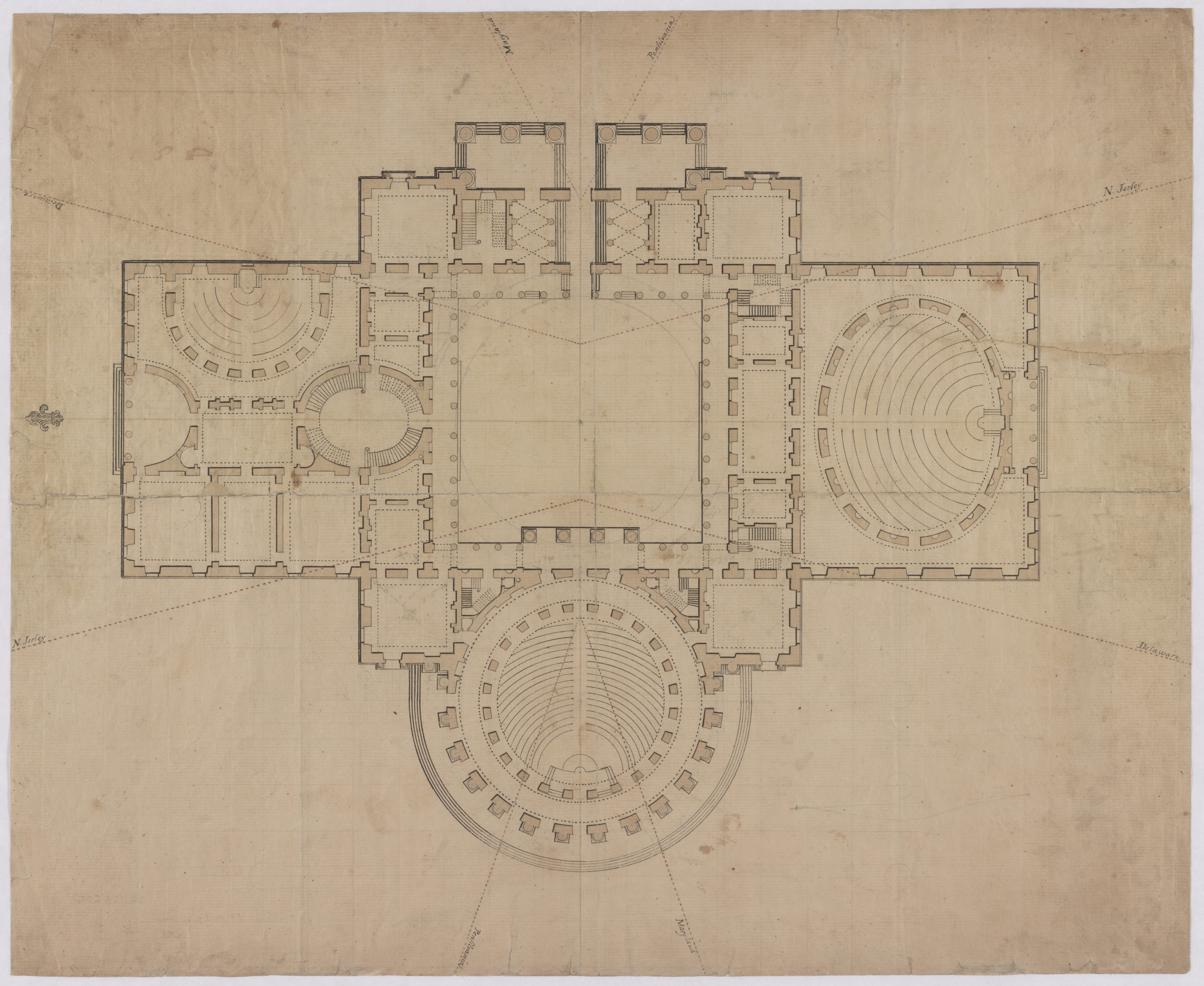
Stephen Hallet, dessin de rez-de-chaussée du Capitole inspiré par L'Enfant, 1793, bibliothèque du Capitole, Washington.

« Congress House » serait construite sur « Jenkins Hill » (plus tard connue sous le nom de « Capitol Hill ») que L'Enfant décrit comme un « piédestal attendant un monument ». Pour souligner l'importance de l'assemblée législative de la nouvelle nation, « Congress House » serait située sur une longitude désignée comme 0:0 du méridien de Washington,,. Des avenues rayonneraient à partir de cette structure, affirmant son rôle de centre de la nouvelle république. John Trumbull, qui a visité « Jenkins Hill » avec L'Enfant, confirme dans son autobiographie que le concept d'une « grande salle circulaire et d'un dôme » est venu de L'Enfant. On ne sait pas à quoi aurait ressemblé la vision de celui-ci pour le bâtiment du Capitole, mais un plan soumis ultérieurement par son rédacteur Étienne Sulpice Hallet pourrait donner aux chercheurs un aperçu de ce que L'Enfant avait peut-être en tête. Ce plan intègre ses idées et montre différents points de focalisation qui s'alignent avec les avenues rayonnantes, assurant ainsi l'harmonie et l'équilibre qui lui sont importants.

#### President's House
Pierre Charles L'Enfant imagine que « President's House » (plus tard connue sous le nom de Maison Blanche) aurait des jardins publics et une architecture monumentale. Témoignage de ses visions grandioses, il précise que « President's House » (parfois appelée « President's Palace ») serait cinq fois plus grande que le bâtiment qui a été réellement construit, devenant même alors la plus grande résidence construite à l'époque en Amérique. « President's House » serait située en diagonale nord-ouest de « Congress House » le long de la future Pennsylvania Avenue, sur une crête parallèle au fleuve Potomac, au nord d'un marais et du ruisseau Tiber.

#### The Mall
Pierre Charles L'Enfant aménage un terrain de 400 pieds, une « grande avenue » bordée de jardins de grande largeur, le long d'un axe est-ouest au centre d'une zone qui deviendra plus tard le National Mall, sur environ 1 mille (1.6 km), le chiffre 1,6 symbolisant le nombre d'or et considéré comme important dans l'art et l'architecture pour créer des compositions visuellement attrayantes ; on le retrouve dans de nombreux objets naturels et fabriqués par l’homme. Le Mall devait être un espace démocratique et égalitaire, à l’opposé complet des jardins du château de Versailles où seules la royauté et la noblesse avaient accès à des espaces similaires en taille et en envergure. Il devait être flanqué de jardins et de logements spacieux pour les ministres des Affaires étrangères.

#### Pennsylvania Avenue
Pierre Charles L'Enfant trace également une avenue plus étroite (qui sera plus tard nommée Pennsylvania Avenue), qui relie deux points de repère importants, « Congress House » et « President's House ». Suivant la trajectoire de l'ancienne Ferry Road, Pennsylvania Avenue partirait de Georgetown et traverserait Federal City jusqu'au pont mobile près de la rivière Anacostia. La largeur de l'avenue est fixée à 160 pieds, identique aux points les plus étroits de l'avenue des Champs-Élysées à Paris que L'Enfant a probablement étudiés. L'explication la plus courante pour laquelle l'avenue porte le nom de l'État de Pennsylvanie est que l'ancienne capitale, Philadelphie, y était située.

#### Modifications du plan et démission

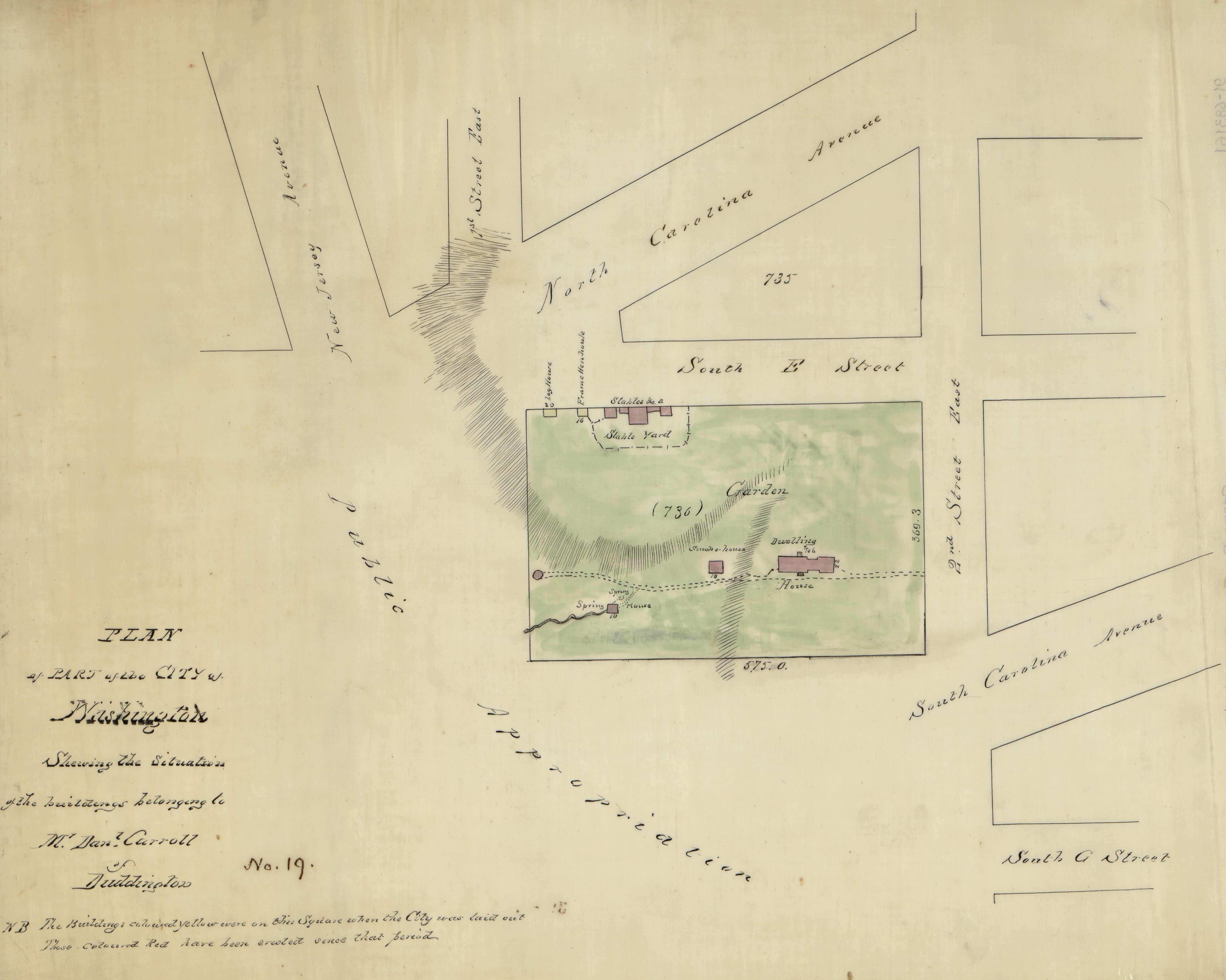
Carte originale de Nicholas King, vers 1796, montrant la maison de Daniel Carroll qui fait saillie dans New Jersey Avenue SE, que L’Enfant démolit.

Plan de L’Enfant pour Federal City, modifié par Andrew Ellicott en 1792 (Thackara & Vallance, 1792).

En novembre 1791, Pierre Charles L'Enfant obtient le bail des carrières de Wigginton Island et, plus au sud-est, le long d'Aquia Creek, au large de la rive sud du cours inférieur du fleuve Potomac, en Virginie, pour fournir le grès réputé, pour les fondations et ensuite pour les dalles et blocs muraux de « Congress House ».
Son tempérament et son insistance à ce que son projet soit réalisé dans son ensemble l'opposent aux commissaires, qui veulent consacrer les fonds limités disponibles à la construction des bâtiments fédéraux. En cela, ils bénéficient du soutien du secrétaire d’État Thomas Jefferson. Par ailleurs, un riche propriétaire foncier local de Duddington nommé Daniel Carroll a construit une maison exactement à l'endroit où L'Enfant a prévu de faire passer New Jersey Avenue SE ; L'Enfant fait démolir la maison, ce qui rend furieux le propriétaire.
Au cours de cette période controversée, en février 1792, Andrew Ellicott, qui a réalisé l'arpentage initial des limites du futur District de Columbia et de Federal City sous la direction des commissaires, informe ces derniers que L'Enfant n'a pas pu faire graver le plan de la ville et a refusé de lui fournir le plan original (dont il a préparé plusieurs versions),. De plus, L'Enfant laisse entendre qu'il a élaboré des projets de plans pour « Congress House » et « President's House », mais qu'il n'est pas prêt à les partager. Lors d'un voyage à Philadelphie en décembre 1791, son bureau est cambriolé, des croquis et des plans de la ville et des bâtiments publics sont volés.
Andrew Ellicott déclare dans ses lettres que, bien que le plan original lui ait été refusé, il connait le plan de L'Enfant et possède de nombreuses notes sur les relevés qu'il a effectués lui-même. Il est donc possible qu'il ait recréé le plan. Avec l'aide de son frère, Benjamin Ellicott, il modifie plus tard le plan, malgré les protestations de L'Enfant,,. Ces modifications incluent le redressement de Massachusetts Avenue (Washington, DC), la suppression de Randolph Square (près de l'actuelle Shaw Library) et des changements géométriques dans les espaces publics. Dans le plan de L'Enfant, la conception originale de ce qui est devenu connu sous le nom de Rond-point Dupont était rectangulaire tandis que Logan Circle (Washington, DC) présentait une forme triangulaire.
Peu de temps après, Washington renvoie L'Enfant pour insubordination. Andrew Ellicott poursuit l'arpentage de la ville conformément au plan révisé, dont plusieurs versions sont gravées, publiées et distribuées. En conséquence, les modifications d'Ellicott deviennent la base du développement de la capitale,. Son frère Joseph adopte plus tard le plan radial de Washington pour Buffalo (New York).
Pierre Charles L'Enfant n'est pas la seule personne à éprouver de la frustration lors de sa supervision du projet. Ellicott se plaint à Washington le 16 mars 1793, et exprime son immense mécontentement d'avoir été pressé dans son travail. Il quitte le projet ; le rôle de géomètre en chef et de planificateur revient successivement à Isaac Briggs, Benjamin et Joseph Ellicott, Thomas Freeman, Nicholas King, Robert King Sr. et enfin Nicholas King. En 1802, Jefferson relève les commissaires de leurs fonctions et nomme trois personnes pour lui rendre compte directement des questions concernant le développement de la ville : Thomas Munroe est nommé surintendant, Nicholas King assume le rôle d'arpenteur pour la ville fédérale et Benjamin Henry Latrobe est désigné comme géomètre des bâtiments publics.

### Ouvrages ultérieurs

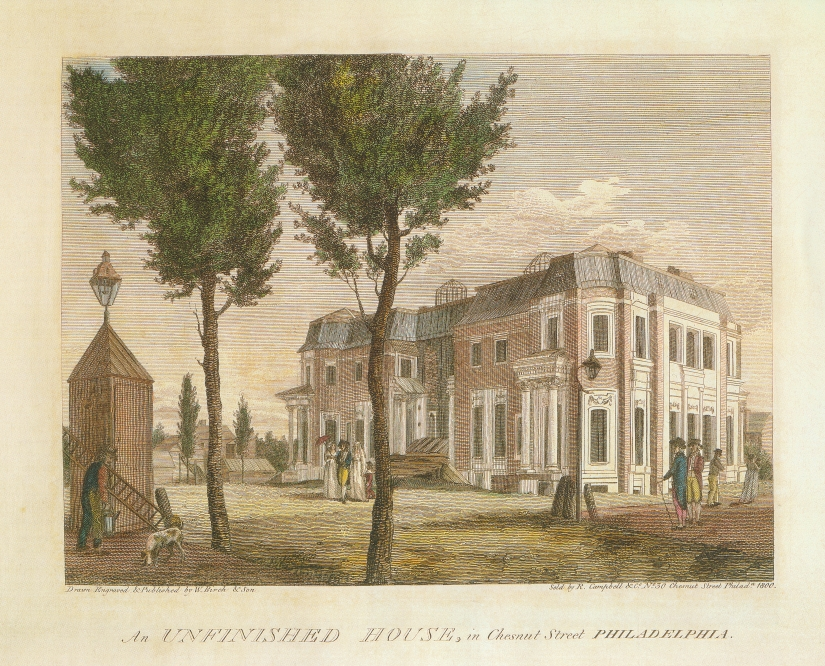
Manoir de Robert Morris, gravure de W. Birch & Son, 1800.

Peu de temps après avoir quitté la région de la capitale nationale, Pierre Charles L'Enfant conçoit les plans initiaux de la ville de Paterson, dans le nord-est du New Jersey, le long de la rivière Passaic, mais est renvoyé de ce projet après un an. Cependant, en 1846, la ville reprend son projet original lorsque le système de canalisation de la ville rencontre des problèmes. Au cours de la même période (1792-1793), il conçoit le manoir de Robert Morris à Philadelphie, qui n'est jamais terminé en raison de ses retards et de la faillite de Morris. En 1794, il est chargé de reconstruire le Fort Mifflin sur l'île Mud, dans le fleuve Delaware, en aval de Philadelphie,.
En 1812, il se voit offrir un poste de professeur de génie civil à l'Académie militaire de West Point, mais il décline ce poste. Il est ensuite professeur de génie civil à West Point (New York) de 1813 à 1817. En 1814, le secrétaire à la Guerre par intérim, James Monroe, l'embauche pour superviser la conception et la reconstruction du Fort Washington sur le fleuve Potomac au sud-est de Washington, DC, mais d'autres le remplacent rapidement : Monroe l'exhorte à être plus économe alors que les coûts du projet montent en flèche ; il quitte le projet en raison de ces problèmes financiers.
Il ne joue aucun rôle dans la planification ou l'aménagement de Perrysburg (Ohio) ou d'Indianapolis (Indiana), comme cela a été affirmé dans des publications sur Internet : Alexander Bourne, Joseph Wampler et William Brookfield arpentent et tracent la future région de Perrysburg en 1816 ;  Alexander Ralston, un ingénieur qui avait aidé L'Enfant à planifier la ville de Washington, a utilisé des éléments du plan de L'Enfant pour sa propre conception et étude dans les années 1820, de la future ville d'Indianapolis.

### Mort
Pierre Charles L'Enfant aborde les questions financières avec une attitude désinvolte, notamment en ce qui concerne le paiement de son travail. Opérant selon un code de conduite de « gentleman », il croit que s'il consacre ses efforts à un projet, il finira par recevoir une compensation et/ou plus de travail, sans avoir besoin de contrats formels. Ce laisser-faire induit qu'il se retrouve souvent dans des situations financières précaires. Il valorise également la célébrité et la notoriété plus que l'argent et la terre. Après son travail sur le Federal Hall pour l'investiture de Washington, le conseil municipal de New York lui a offert la citoyenneté honoraire et un terrain de dix acres à la limite nord de la ville ; il a accepté la citoyenneté, mais a refusé le terrain. En période de disette financière, il exige un salaire rétroactif pour son travail et est insatisfait lorsque les sommes proposées ne répondent pas à ses attentes.
Bien que le Congrès des États-Unis lui verse 4 600 $ en 1808 et 1 300 $ en 1810 pour son travail sur la conception de la ville de Washington, après de nombreuses années de requêtes pour un salaire rétroactif et une reconnaissance, il perd la majeure partie de l'argent à la suite d'un procès intenté par son ami et colocataire Richard Soderstrom, l'avocat de la Suède aux États-Unis. Soderstrom affirme qu'il lui devait, entre autres, une décennie de loyer, de bois de chauffage et de repas. Il a soutenu L'Enfant dans sa demande d'arriérés de salaire et était également en mesure de savoir quand le Congrès pourrait agir sur la question. Malheureusement, L'Enfant « est devenu la victime d'une véritable escroquerie ».
Au cours de ses dernières années, il se lie d'amitié avec Thomas Digges et devient un invité permanent du domaine familial dans le Maryland. Il meurt le 14 juin 1825 et est enterré à l'origine à la ferme Green Hill de son ami à Chillum, dans le Comté du Prince George (Maryland). Il laisse derrière lui trois montres, trois boussoles, des livres, des cartes et des instruments d'arpentage, dont la valeur totale est estimée à environ quarante-six dollars.

## Postérité

### De 1825 à 1860

Vue du Mall avec son bétail et le Treasury Building en arrière-plan en avril 1865.

Pendant les 40 années qui suivent la mort de Pierre Charles L'Enfant, Washington est considérée comme une ville mort-née, se développant lentement, toujours constituée d'un ensemble de villages honteux. Après le départ de John Adams, les Républicains-Démocrates insistent pour que la ville fédérale reste petite et modeste, croyant en un gouvernement limité et craignant que des bâtiments grandioses symbolisent un pouvoir excessif. Ils souhaitent une capitale reflétant les vertus républicaines de simplicité et de frugalité, évitant l’ostentation à l’européenne et veillant à ce que la ville n’éclipse pas les États.
Entre les administrations de Thomas Jefferson et d'Abraham Lincoln, de nombreux présidents négligent l'entretien et le développement général de la ville, les infrastructures ne sont pas adaptées et le chaos généralisé. Dans une lettre adressée aux commissaires en 1800, L'Enfant accuse certains politiciens d'être fascinés par l'idée que la ville devienne un « simple hameau méprisable ». Le manque d'infrastructures de base conduit à des conditions insalubres, le Washington City Canal devenant un égout à ciel ouvert. La chaleur estivale et l’humidité oppressante aggravent ces problèmes. Le troisième fils du président Lincoln meurt d'une fièvre typhoïde, probablement due à de l'eau contaminée. La criminalité et la violence des gangs prolifèrent, créant l'émergence de quartiers instables comme Hell's Bottom (Shaw), Murder Bay (Triangle fédéral) et Swampoodle (NoMa). Le Mall est un terrain vague où les animaux paissent tranquillement autour d'un Washington Monument inachevé. Le commerce des esclaves est très répandu et se déroule souvent à proximité du Capitole et de la Maison Blanche.
Lors de sa visite en 1842, Charles Dickens décrit Washington comme « la ville aux magnifiques intentions » en raison de ses rues et de ses bâtiments incomplets. Considérée comme une honte nationale, la capitale doit faire face à des défis considérables, étant devenue un foyer de problèmes qui ternissent son image. Les diplomates étrangers considèrent leur mission dans la ville comme difficile.

### 1870 et après

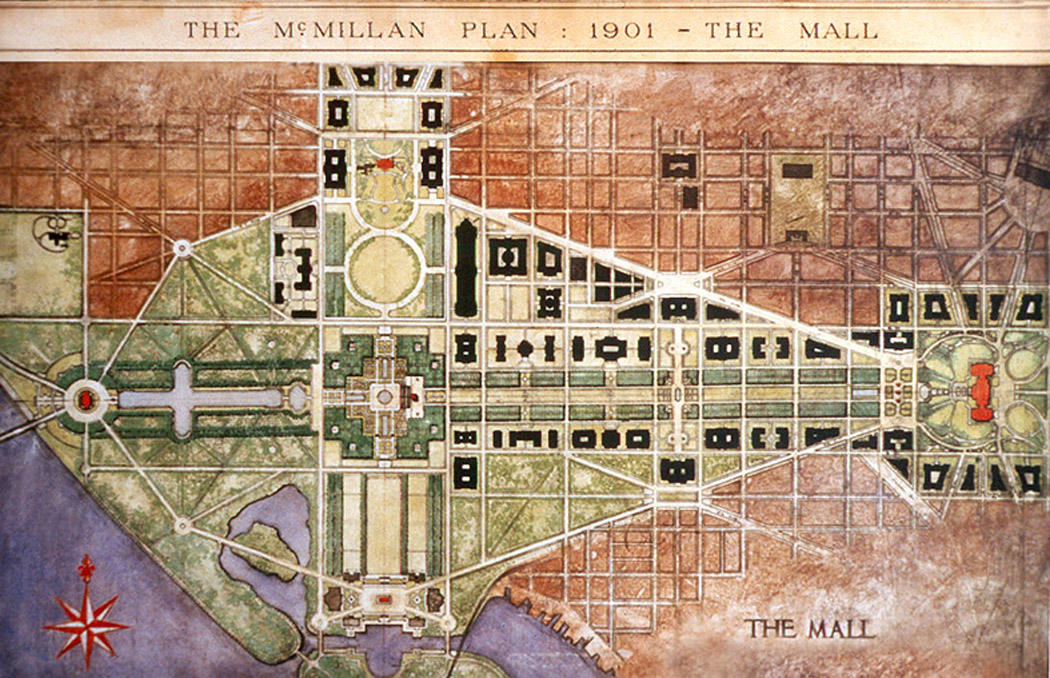
The Mall est la pièce maîtresse du plan McMillan de 1901. Une voie ouverte centrale traversait toute la longueur de celui-ci.

Le destin de la ville change après la guerre civile avec l'arrivée du président Ulysses S. Grant et la nomination d' Alexander Robey Shepherd à la tête du conseil des travaux publics de DC de 1871 à 1873. Shepherd améliore rapidement les infrastructures en pavant des routes, en installant des conduites de gaz et d’égouts et en plantant des milliers d’arbres. Grâce à ces investissements dans les travaux publics, Grant met fin aux débats sur le déplacement de la capitale vers l’ouest. En 1874, l'architecte paysagiste Frederick Law Olmsted est chargé de repenser le terrain du Capitole, en résolvant les problèmes liés à son emplacement en construisant des terrasses en marbre sur la façade ouest.
Au début du XXe siècle, les idéaux du mouvement City Beautiful influencent la Commission McMillan sous la direction du sénateur du Michigan James McMillan (1838–1902), qui modifie le plan de L'Enfant dans un rapport qui recommande une refonte partielle de la capitale. Le rapport de la Commission élabore, entre autres, un plan pour un grand Mall dans le secteur le plus large de la « grande avenue » imaginée par L'Enfant, qui n'a pas encore été construite. Le plan McMillan joue un rôle déterminant dans le développement ultérieur de Washington, DC. Frederick Law Olmsted, Jr., (« Rick » Olmsted), fait partie de la Commission aux côtés de Daniel Burnham, Charles Follen McKim et Augustus Saint-Gaudens.

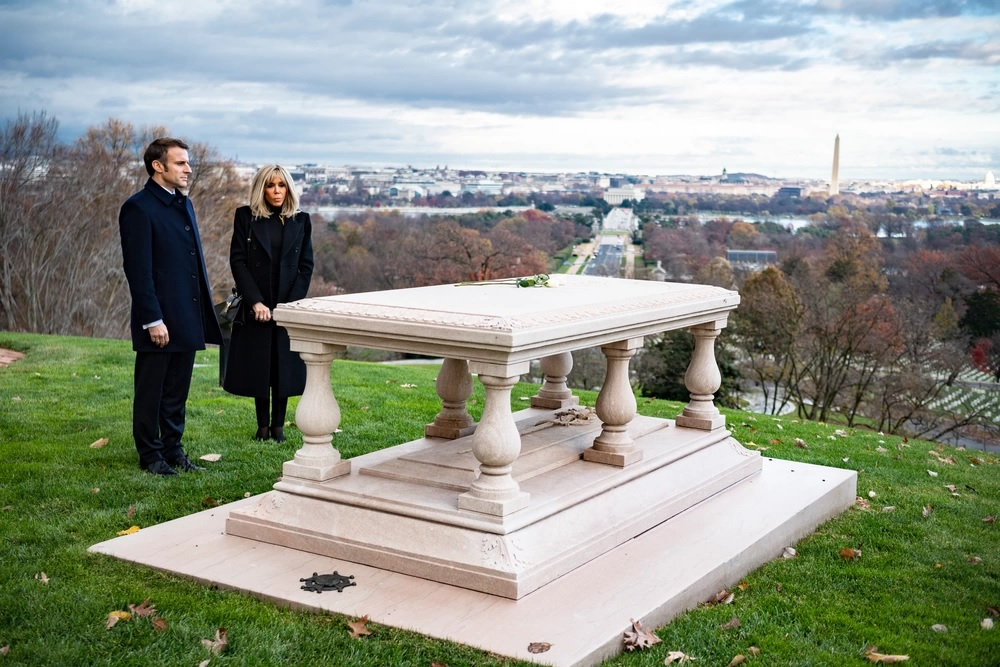
Le président français Emmanuel Macron et son épouse sur la tombe de Pierre Charles L'Enfant en 2022.

À l'instigation de l'ambassadeur de France aux États-Unis Jean Jules Jusserand, la nation adoptive de L'Enfant reconnaît alors ses contributions. En 1909, ses restes sont exhumés de leur lieu de sépulture à Green Hill et placés dans un cercueil doublé de métal. Après avoir été exposé dans la rotonde du Capitole, il est inhumé devant Arlington House, sur une pente du cimetière national d'Arlington en Virginie. Son lieu d'inhumation surplombe le fleuve Potomac et la partie de Washington, DC, qu'il a initialement conçue. En 1911, un monument est placé sur sa tombe lors d'une cérémonie d'inauguration au cours de laquelle le président William Howard Taft, Jean Jules Jusserand et le sénateur Elihu Root prennent la parole. Sur le monument est gravée une partie du plan de L'Enfant sous forme de diagramme, que la révision d'Andrew Ellicott et le plan de la Commission McMillan ont modifié. Pierre Charles L'Enfant est la première personnalité ne faisant pas partie du gouvernement à recevoir un tel hommage. Il faudra attendre près d'un siècle pour voir une seconde personne recevoir ce privilège lors des funérailles de Rosa Parks, la militante pour les droits civiques, en 2005.
Lorsque les Britanniques décident de déplacer la capitale de leur empire indien de Calcutta à Delhi en 1911, en créant un nouveau quartier dans cette dernière nommé New Delhi, l'architecte Sir Edwin Lutyens s'inspire du Plan McMillan avec l'inclusion de larges avenues et d'un axe cérémoniel plaçant des monuments importants à des endroits stratégiques.
Aujourd'hui, diverses agences gouvernementales telles que la National Capital Planning Commission et la Commission des beaux-arts des États-Unis supervisent le développement de la ville et des environs, garantissant le respect du plan de L'Enfant et son exactitude historique.
L'artiste Peter Waddell a peint le plan de la ville fédérale de la manière dont L'Enfant l'avait imaginé ; le tableau s'intitule The Indispensable plan.

## Distinctions
En 1942, un cargo américain Liberty ship de la Seconde Guerre mondiale, baptisé SS Pierre L'Enfant, est mis à l'eau, faisant partie d'une série de près de 2 000 navires produits en série selon un mode d'assemblage à la chaîne dans onze chantiers navals côtiers. En 1970, il fait naufrage et est abandonné.
L'Enfant Plaza, un complexe d'immeubles de bureaux, est inauguré en 1968 et porte le nom de l'architecte. Il comprend le siège social du United States Postal Service à partir de 1972, L'Enfant Plaza Hotel adjacent, un immeuble de bureaux et un parking souterrain, ainsi qu'une série de couloirs souterrains avec un centre commercial, centrés autour d'une esplanade (« L'Enfant Promenade ») dans le sud-ouest de Washington, DC. Les salles de réunion de  L'Enfant Plaza Hotel portent les noms d'artistes, de chefs militaires et d'explorateurs français. La partie centrale de la place contient une carte gravée de la ville par Pierre Charles L'Enfant de 1791. Sur le plan de la ville se trouve une carte plus petite qui montre l'emplacement de la place.
Sous L'Enfant Plaza se trouve l'une des stations de métro centrales de Washington, DC, la station L'Enfant Plaza.

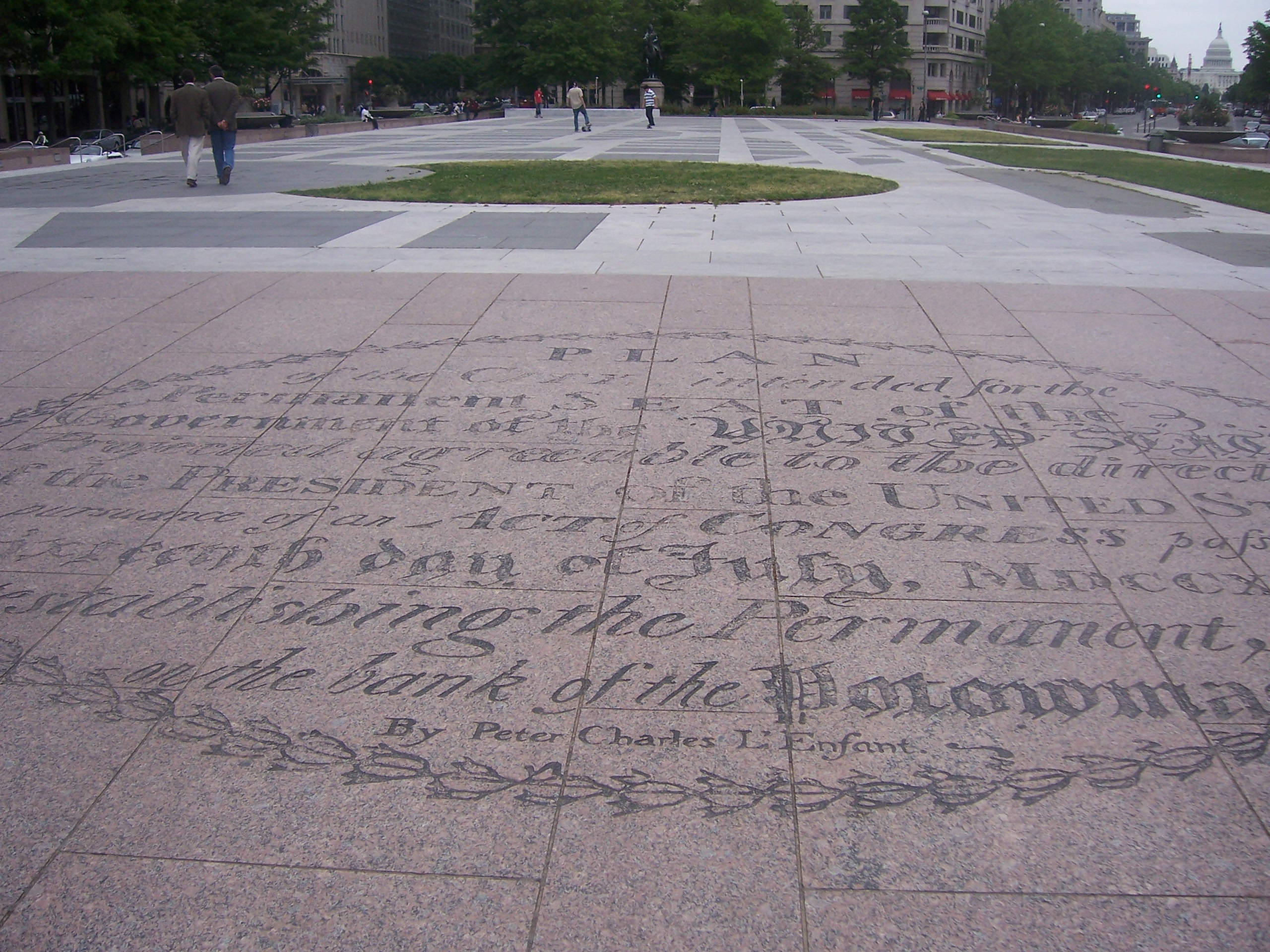
Ovale inscrit sur Freedom Plaza à Washington, D.C., contenant le titre de L'Enfant Plan, suivi des mots « By Peter Charles L’Enfant » (2006).

En 1980, Western Plaza (rebaptisé par la suite « Freedom Plaza ») est créé dans le centre-ville de Washington, DC, à côté de Pennsylvania Avenue National Historic Site. Une incrustation de marbre en relief dans la surface de la place représente des parties de L'Enfant Plan de 1791 pour la ville de Washington. L'incrustation contient un ovale portant le titre du plan suivi des mots « By Peter Charles L'Enfant »,.
En 2003, le plan de L'Enfant de 1791 est commémoré sur un timbre-poste commémoratif de l'USPS. La forme en losange du timbre rappelle les 1000 milles carrés  de terrain sélectionnée pour le District. Il montre une vue du National Mall, y compris le Capitole, le Washington Monument et le Lincoln Memorial. Sont également représentées les sakuras autour du Tidal Basin et les maisons en rangée du quartier de Shaw.
Le gouvernement du district de Columbia commande une statue de L'Enfant en 2008 qui se trouve depuis février 2022 au Capitole dans la National Statuary Hall Collection. La loi fédérale autorise uniquement les États américains (et non les territoires fédéraux, les Commonwealth, les districts ou autres possessions) à contribuer aux statues à la collection, ce que la déléguée du district de Columbia à la Chambre des représentants des États-Unis, Eleanor Holmes Norton, a tenté de faire changer par le Congrès pour permettre l'installation de la statue représentant le district dans le Statuary Hall. La statue a été exposée dans le John A. Wilson Building sur Pennsylvania Avenue avant d'être installée au Capitole.
Depuis 2005, le National Building Museum de Washington, DC organise chaque année une « Conférence L'Enfant sur l'urbanisme et la conception » pour attirer l'attention sur les problèmes de l'urbanisme et de la planification régionale aux États-Unis.
L'American Planning Association (APA) a créé un prix nommé « L'Enfant's honor » qui récompense l'excellence en matière de planification internationale
Lors d'une présentation à l'université de Toronto, l'architecte paysagiste Kathryn Gustafson a déclaré : « Le plan de L'Enfant était l'un des plans urbains les plus étonnants au monde. »